# نثر دو شهيد تشمران (أرزوئية)
نثر دو شهید تشمران (بالفارسية: نثردو شهیدچمران) هي منطقة سكنية تقع في إيران في Arzuiyeh Rural District. يقدر عدد سكانها بـ 93 نسمة بحسب إحصاء 2016.